# Tore Bjonviken
Tore Bjonviken (* 2. Januar 1975) ist ein ehemaliger norwegischer Skilangläufer.

## Werdegang
Bjonviken machte erstmals 1994 bei den Junioren-Skiweltmeisterschaften in Breitenwang mit dem zweiten Platz mit der Staffel auf sich aufmerksam. Bei den Junioren-Skiweltmeisterschaften 1995 in Gällivare gewann er über 30 km in der freien Technik und mit der Staffel jeweils die Bronzemedaille. Ein Jahr später erhielt er über 30 km Freistil in Trondheim seinen ersten Weltcupeinsatz und beendete das Rennen auf Rang 57. Seinen ersten Podestplatz erreichte er im März 1997 bei einem Sprint im schwedischen Sunne. Insgesamt konnte er drei weitere Male einen Podestplatz erzielen. Mit der Staffel gelang ihm in Santa Caterina Valfurva 2000 und in Davos 2002 jeweils ein Sieg im Weltcup.

## Erfolge

### Weltcupsiege im Team
| Nr. | Datum            | Ort            | Disziplin           |
| --- | ---------------- | -------------- | ------------------- |
| 1.  | 9. Dezember 2000 | Santa Caterina | 4 × 5 km Staffel 1  |
| 2.  | 8. Dezember 2002 | Davos          | 4 × 10 km Staffel 2 |

### Siege bei Continental-Cup-Rennen
| Nr. | Datum             | Ort         | Disziplin                       | Serie           |
| --- | ----------------- | ----------- | ------------------------------- | --------------- |
| 1.  | 11. Januar 1996   | Kaustinen   | 10 km klassisch Individualstart | Continental Cup |
| 2.  | 10. Dezember 1998 | Lillehammer | 15 km klassisch Individualstart | Continental Cup |